# Religioni in Zambia

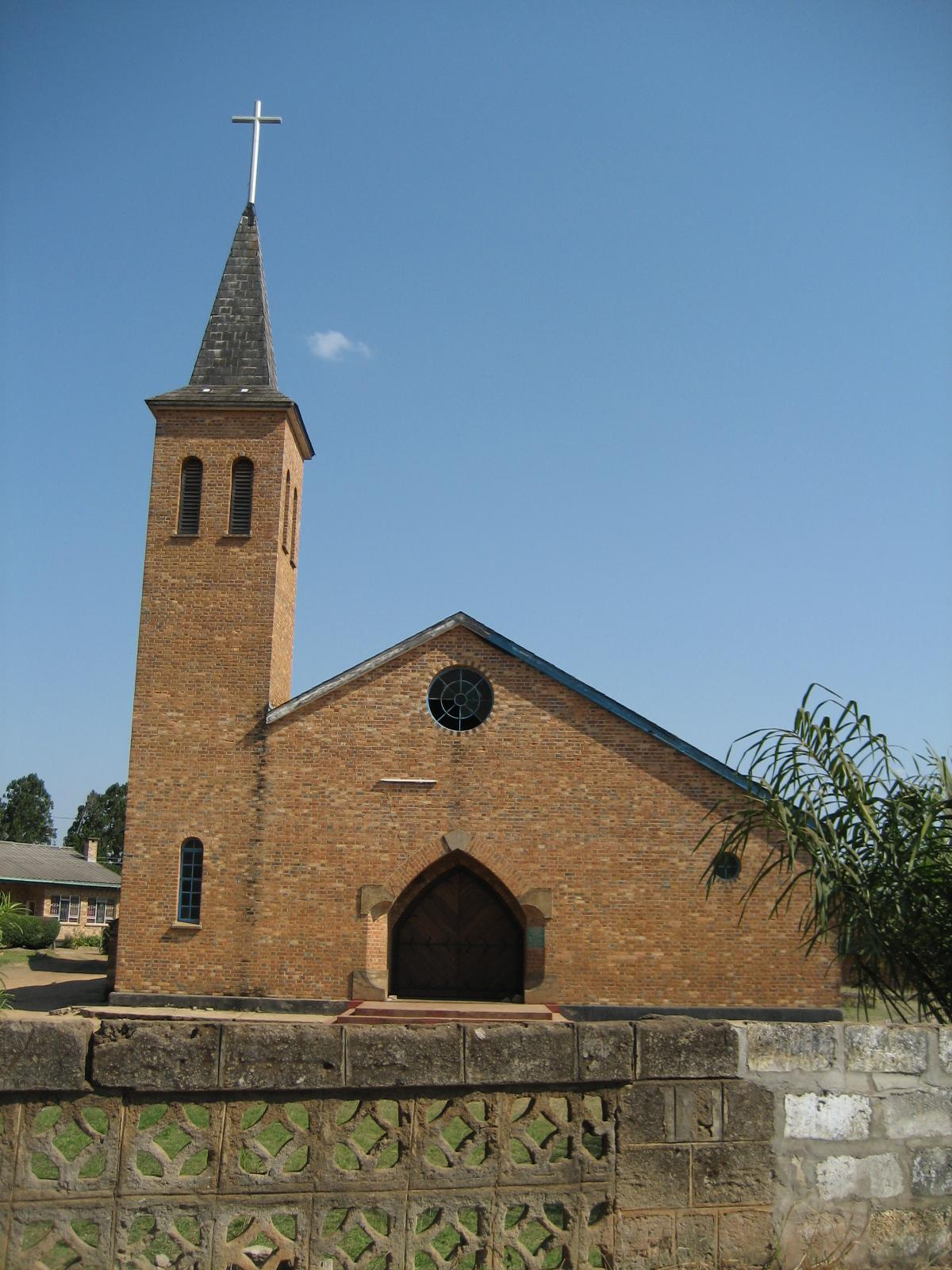
Chiesa cattolica a Mansa.

Lo Zambia è ufficialmente una nazione che professa il Cristianesimo, sua religione di stato secondo la costituzione redatta nel 1996, ma esiste purtuttavia una grande varietà di tradizioni e commistioni religiose.

## Cristianesimo
Il pensiero religioso tradizionale si fonde facilmente con le credenze cristiane in molte chiese che praticano il sincretismo nel Paese. Le maggiori denominazioni cristiane comprendono: Presbiteriani, Chiesa cattolica romana, Testimoni di Geova, chiesa Anglicana, Pentecostali, Chiesa Neo-Apostolica, luteranesimo, Chiesa Avventista del Settimo Giorno, la Chiesa di Gesù Cristo dei Santi degli Ultimi Giorni, i seguaci di William M. Branham e una varietà di denominazioni connesse alla chiesa evangelica.
Questi raggruppamenti sono cresciuti fino a prosperare, regolati dagli insediamenti dei missionari originali, dai portoghesi per quanto riguarda il cattolicesimo, giunti dal Mozambico a est, e dalle influenze inglesi e scozzesi per quanto concerne l'anglicanesimo (provenienti dal sud). Fatta eccezione per alcune posizioni tecniche (ad esempio nell'ambito medico), i ruoli missionari occidentali sono stati assunti dai credenti nativi. Dopo che Frederick Chiluba (un cristiano pentecostale) è diventato presidente nel 1991, le congregazioni pentecostali si sono ampliate notevolmente in tutto il paese.
In Zambia è nato anche l'arcivescovo Emmanuel Milingo, che è stato un vescovo emerito fino alla sua fuoriuscita dalla chiesa cattolica per sposare Maria Sung, una quarantatreenne coreana esperta di agopuntura, in una cerimonia officiata dalla controversa Chiesa dell'Unificazione il cui fondatore è il Reverendo Sun Myung Moon, a New York nel maggio, 2001). Egli è stato di fatto scomunicato dalla Chiesa romana nel settembre 2006 per lo svolgimento di una consacrazione di 4 uomini sposati come vescovi.

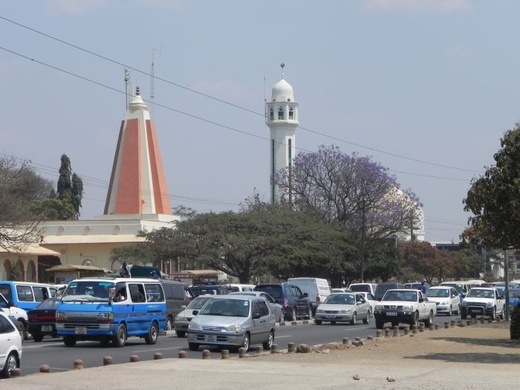
Mandir induista e moschea in provincia di Lusaka.

## Minoranze religiose
Circa l'1% della popolazione è musulmana, con la maggior parte vive nelle aree urbane a maggior densità abitativa. La stragrande maggioranza dei musulmani in Zambia sono sunniti, ma è presente anche una comunità di Ismailiti e sciiti. Circa 500 persone appartengono alla setta islamica degli Ahmadiyya. C'è anche una piccola comunità ebraica, composta per lo più di ashkenaziti. Personaggi ebrei notevoli in Zambia hanno incluso Simon Zukas, ministro in pensione, deputato e membro del partito "Forum per la democrazia e lo sviluppo" e in precedenza del MMD (movimento per una democrazia multipartita) e dell'"United National Independence Party". Inoltre, l'economista Stanley Fischer, attuale governatore della Bank of Israel e ex capo del Fondo monetario internazionale è nato ed in parte cresciuto all'interno della comunità ebraica dello Zambia.
Le comunità degli ismailiti musulmani, degli indù e sikh esistono in Zambia e vi risiedono a causa della diaspora dall'India e dal Pakistan. La popolazione Bahá'í del paese conta oltre 160.000 iscritti, ossia l'1,5% degli abitanti dello Zambia. La "The William Mmutle Masetlha Foundation" è gestita dalla comunità bahá'í ed è particolarmente attiva in settori quali l'alfabetizzazione e l'assistenza sanitaria di base.